# Shamila Batohi
Shamila Batohi, née à Durban, est une juriste sud-africaine  et la directrice nationale des poursuites publiques (NDPP), au ministère public national, ou procureure générale d'Afrique du Sud, à la tête du parquet. 

## Biographie
Originaire du KwaZulu-Natal, elle effectue ses études secondaires à l'école secondaire Burnwood Secondary School de Clare Estate. Elle obtient ensuite un bachelor à l'Université de Durban-Westville et son diplôme d'études supérieures à l'Université du Natal. 
En 2000, elle dirige les poursuites contre le capitaine de cricket de la sélection sud-africaine Proteas  Hansie Cronje, et est procureure générale du KwaZulu-Natal de 2000 à 2009.
Elle sert en tant que conseiller juridique principal auprès du procureur de la Cour pénale internationale, de 2009 à 2018.
Le 4 décembre 2018, elle est nommée Directrice nationale du ministère Public (NDPP) par le Président Cyril Ramaphosa, et prend ses fonctions en février 2019, et prend ses nouvelles fonctions en février 2019. Elle succède à Shaun Abrahams, dont la nomination a été invalidée en août au terme d’une longue bataille menée par les partis d’opposition. Il était surnommé « Shaun le mouton » pour sa trop grande proximité vis-à-vis du précédent président sud-africain, Jacob Zuma. Jusqu'à la nomination de Shamila Batohi, le procureur général sud-africain est  nommé directement par le président, conformément à la Constitution. Pour cette nouvelle désignation, le nouveau président Cyril Ramaphosa, constitue  un groupe d’experts qui auditionne les candidats, ces auditions étant retransmises en direct à la télévision. Elle est désignée par le président à l'issue de ces auditions. C'est la première femme a occuper cette fonction,. Ses premières décisions importantes remettent en cause de façon symbolique des décisions de l'ère Zuma concernant le parquet général, rendu inopérant sous Jacob Zuma.